# Свами Шивамурти
Свами Шивамурти е родена в Сидни и израснала в Мелбърн, Австралия. През 1975 тя среща Свами Сатянанда Сарасвати в ашрама му в град Мунгир. На 5 февруари 1976 г. свами Сатянанда я посвещава в ордена на Дашнами саняса (Сарасвати). През 1977 г. Свами Сатянанда решава, че е време тя да напусне Индия и да представи йога на Гърция. Свами Шивамурти създава първия йога център в Каламата, а по-късно се премества в Атина. Въпреки че е установена в Атина, тя пътува из цяла Гърция и други части на света, служейки на мисията на своя гуру „да разпространи йога от бряг до бряг и от праг до праг“. През 1984 г. свами Шивамурти създава ашрамът Сатянандашрам Хелас в покрайнините на селцето Пеяния (източно от Атина), за да се предостави място, на което хората да водят йогийски начин на живот и да преминават обучение в саняса. През следващата година ашрамът е открит тържествено от свами Сатянанда.
През 1991 г. свами Шивамурти основава Сатянанда Матх – проект с благотворителни цели за събиране на необходими вещи и лекарства за съседите на свами Сатянанда в Рикхия (в сдружение с тамошната организация Шивананда Матх) и за помощ на нуждаещите се и непривилегированите в Гърция и балканските страни. През 1993 г. получава признанието от Международното йога движение (International Yoga Fellowship Movement, IYFM) като йога ачаря (висш учител в йогийските науки).
Днес свами Шивамурти е добре позната в Гърция чрез множеството ѝ представяния в медиите и чрез лекциите и семинарите, които дава на различни организации от всички прослойки на обществото и всички вероизповедания. През последните години тя е инструмент за развиването на йога в страните от Балканския полуостров. Всяка година прекарва време в тапобхумито (мястото за духовна садхана и махасамадхи на свами Сатянанда) в Рикхияпийтх, както и в Бихарската школа по йога в Мунгир.
От 1990 г. тя е идвала многократно в България, където изнася лекции, участва в семинари по йога и отговаря на въпросите на интересуващи се.